# Heroes of Might and Magic II: The Succession Wars
Heroes of Might and Magic II: The Succession Wars (v překladu Nástupnické války) je počítačová hra žánru tahové strategie z dílny tvůrce her Jona Van Caneghema a jeho studia New World Computing. Hra byla vydána pod záštitou vydavatelské společnosti 3DO. Jedná se o druhý díl série Heroes of Might and Magic, který podstatně vylepšil koncept založený prvním dílem. V roce 1997 byl vydán datadisk s názvem The Price of Loyalty, který byl distribuován společně s originální verzi v balíčku Heroes of Might and Magic II Gold.

## Příběh
Příběh hry začíná smrtí Lorda Ironfista, který v prvním díle porazil konkurenty a sjednotil zemi Enrothu do jediné říše. Lord Ironfist po sobě zanechal dva syny, dobrosrdečného Rolanda a lstivého Archibalda. O tom, kdo se měl stát následníkem trůnu, měl rozhodnout dvorní věštec, který však za záhadných okolností zemřel, stejně jako jeho nástupci a další, kteří do úřadu nastoupili po něm.
Archibald z vražd věštců obvinil svého bratra a vyhnal ho z královského paláce, zatímco se ujal trůnu. Roland tedy ve vyhnanství zformoval odpor proti Archibaldově vládě a spor o nástupnictví přerostl v krvavou občanskou válku. Na Rolandovu stranu se přidaly hrady Knight, Sorceress a Wizard, zatímco Archibaldovi byly věrné hrady Warlock, Necromancer a Barbarian.
Na začátku tažení si hráč zvolí jednoho z bratrů a ujímá se role generála bojujícího na jeho straně. V průběhu kampaně má hráč možnost strany změnit.
Hra má dva konce. Pokud se vítězem stane Archobald, je Roland uvězněn na královském hradě Ironfist a Archibald se stane nezpochybnitelným vládcem Enrothu. Pokud zvítězí Roland, Tanir, jeden z Rolandových dvorních čarodějů, Archibalda přemění v kámen. Následující hra ze série Might and Magic (RPG hra Might and Magic VI: The Mandate of Heaven (Nebeský Mandát)) vychází z konce, kdy se vítězem občanské války se stane Roland, a Archibald je z kamenné kletby osvobozen.
V datadisku The Price of Loyalty nemá příběh kampaní s hlavní dějovou linií žádnou souvislost.

## Popis
Heroes of Might and Magic II plynule navazuje na svého předchůdce a zaujme zejména grafikou, jež vychází ze svého předchůdce a byla značně vylepšena. Jedná se opět o tahovou strategii a hráč v ní ovládá 1 až 8 hrdinů, prozkoumává fantastický svět, sbírá suroviny, obsazuje doly a města, nachází mocné artefakty a s pomocí své armády bojuje s nestvůrami a hrdiny svých protivníků. Hráč začíná hru zpravidla s jedním hrdinou a skromně vystavěným hradem, jenž postupem času za získané suroviny vylepší a může verbovat mocnější jednotky, učit se mocná kouzla nebo lépe svůj hrad bránit. Díky tomu se časem hráč může postavit mocnějším protivníkům a dobývat další vesnice a hrady.
Hra se svými mechanismy z velké části opírá o předchozí díl (doba mezi vydáním obou dílů je také pouze jeden rok). Skladba armád jednotlivých národů, matematické vzorce i vzhled mnoha hrdinů a artefaktů je stejný jako v předchozím díle nebo hodně podobný. Přesto představuje několik novinek a inovací.

## Vylepšení oproti prvnímu dílu
- Zavedení sekundární schopností - každý hrdina se může naučit až osm ze čtrnácti dalších vlastností. Ty mohou být dále vylepšeny ze základní na lepší či expertní úroveň.
- Systém magie - oproti prvnímu dílu byl zaveden koncept magických bodů, takže hrdina může používat kouzla tak dlouho, dokud mu magické body nedojdou. Ale hlavní rozdíl je, že pokud hrdina nezíská sekundární schopnost "Wisdom" (moudrost), nemůže se naučit kouzla vyšší než druhé úrovně. Takže "tupý" barbar nebo rytíř na Vás nemůže seslat například Armageddon. Navíc kouzlo, které se hrdina jednou naučí už nezapomene (jak tomu bylo v prvním díle).
- Vylepšení jednotek - hrdina může nakupovat vylepšené verze jednotek, jež jsou silnější a odolnější, ale také dražší. Zajímavou zvláštností jsou draci z rasy Warlocků, kteří neměli vylepšení jedno, ale dvě.
- Nové stavby v hradech - například tržiště sloužící ke směně surovin, socha zvyšující denní příjem hradu nebo různé fortifikační prvky.
- Velká řada nových artefaktů, kouzel a objektů na mapě, zvětšené bitevní pole.

## Rasy
Ve hře se vyskytuje celkem šest hratelných ras, z nichž čtyři jsou převzaté z prvního dílu a dvě jsou zcela nové (Wizard a Nekromancer).

### Knight (rytíř)
Stavba / Jednotka
- Chalupa / Rolník
- Střelnice-Vylepšená Střelnice / Lukostřelec-Hraničář
- Kovárna-Vylepšená Kovárna / Kopiník-Veterán Kopiníků
- Zbrojnice-Vylepšená zbrojnice / Šermíř-Mistr Šermíř
- Turnajová Aréna-Vylepšená Turnajová Aréna / Kavalérie-Šampion
- Katedrála-Vylepšená Katedrála / Paladin-Křižák

### Jednotky strany Barbar
- Bouda /Goblin
- Chatrč-Vylepšená Chatrč / Skřet-Šéf skřetů
- Doupě / Vlk
- Pueblo-vylepšené Pueblo / Zlobr-Pán Zlobrů
- Most-Vylepšený Most / Trol-Válečný Trol
- Pyramida / Kyklop

### Jednotky strany Černokněžník
- Sluj / Kentaur
- Krypta / Chrlič
- Hnízdo / Gryf
- Labyrint-Vylepšený Labyrint / Minotaur-Král Minotaurů
- Močál / Hydra
- Zelená Věž-Rudá Věž-Černá Věž / Zelený Drak-Rudý Drak-Černý Drak

### Jednotky strany Čaroděj
- Domov / Hobit
- Chlév / Kanec
- Slévárna-Vylepšená Slévárna / Železný Golem-Ocelový Golem
- Hnízdo / Orel
- Bílá Věž-Vylepšená Bílá Věž / Mág-Arcimág
- Oblačný Hrad- Vylepšený Oblačný Hrad / Obr-Titán

### Jednotky strany Kouzelnice
- Letohrádek / Víla
- Chata-Vylepšená Chata / Trpaslík-Bojový Trpaslík
- Střelnice-Vylepšená střelnice / Elf-Velký Elf
- kamenný Kruh-Vylepšený Kamenný Kruh / Druid-Větší Druid
- Ohrada / Jednorožec
- Rudá věž / Fénix

### Jednotky strany Nekromant
- Vykopávky / Kostlivec
- Hřbitov-Vylepšený Hřbitov / Zombie-Mutantní Zombie
- Pyramida-Vylepšená Pyramida / Mumie-Královská Mumie
- Sídlo- Vylepšené Sídlo/ Upír-Pán upírů
- Mauzoleum-Vylepšené Mauzoleum / Lich-Mocný Lich
- Laboratoř / Kostěný Drak

### Neutrální jednotky
- Vozový tábor / Zloděj
- Stan / Kočovník
- Ruiny / Medúza
- Kouzelná Lampa / Džin
- Ohnivý Elementál°
- Zemský Elementál°
- Vzdušný Elementál°
- Vodní Elementál°
- Duch°

° Tyto jednotky mohl hráč ovládat, pokud uměl některé ze specifických kouzel, u duchů dokonce ani tehdy ne, teprve až v datadisku Price of Loyalty přibyly objekty na mapě, kde si hráč tyto jednotky mohl zakoupit.

## Zajímavost
V základní hře Heroes of Might and Magic II má rasa Nekromantů o jednu budovu ve svém hradě méně. Tou budovou je Putyka, která pro ně z herního hlediska nemá žádný význam, jelikož zvedá morálku, a ta nemrtvé vojáky Nekromantů neovlivňuje. V datadisku Price of Loyalty získali Nekromanti stavbu novou, která nahrazovala jejich nepřítomnou Putyku. Stavba se jmenovala Oltář a zvyšovala schopnost Nekromancie, která byla přístupná pouze pro ně a velmi omezeně pro černokněžníky.